# Euphorbia dekindtii
Euphorbia dekindtii ist eine Pflanzenart aus der Gattung Wolfsmilch (Euphorbia) in der Familie der Wolfsmilchgewächse (Euphorbiaceae).

## Beschreibung
Die sukkulente Euphorbia dekindtii wächst als sehr kleiner Strauch mit einer etwas knollenförmigen Wurzel. Die fünf- bis siebenkantigen Triebe werden bis 20 Zentimeter lang. Durch Einschnürungen sind sie in ellipsoide Abschnitte gegliedert und an den flügelartigen Kanten sind buchtigen Zähnen angeordnet. Die Dornschildchen sind zu einem Hornrand verwachsen. Es werden bis 10 Millimeter lange Dornen und stark sukkulente Nebenblattdornen ausgebildet.
Der Blütenstand besteht einzelnen und einfachen Cymen, die häufig nur aus einem Cyathium bestehen. Der Blütenstandstiel wird bis 6 Millimeter lang. Die Cyathien erreichen einen Durchmesser von bis zu 8 Millimeter. Die elliptischen Nektardrüsen stehen einzeln. Die stumpf gelappte Frucht ist sitzend und wird bis 5 Millimeter lang und bis 6,5 Millimeter breit. Der eiförmige Samen wird etwa 2,75 Millimeter lang und 2 Millimeter breit. Er hat eine glatte Oberfläche.

## Verbreitung und Systematik
Euphorbia dekindtii ist in angolanischen Provinz Huíla auf felsigen Hügeln in Höhenlagen von etwa 1800 Meter verbreitet.
Die Erstbeschreibung der Art erfolgte 1904 durch Ferdinand Albin Pax.